# Рокицани
Рокицани, Рокицаны (чеш. Rokycany [ˈrokɪtsanɪ], бывш. нем. Rokitzan) — город на западе Чешской Республики, в Пльзенском крае. Является административным центром района Рокицани.

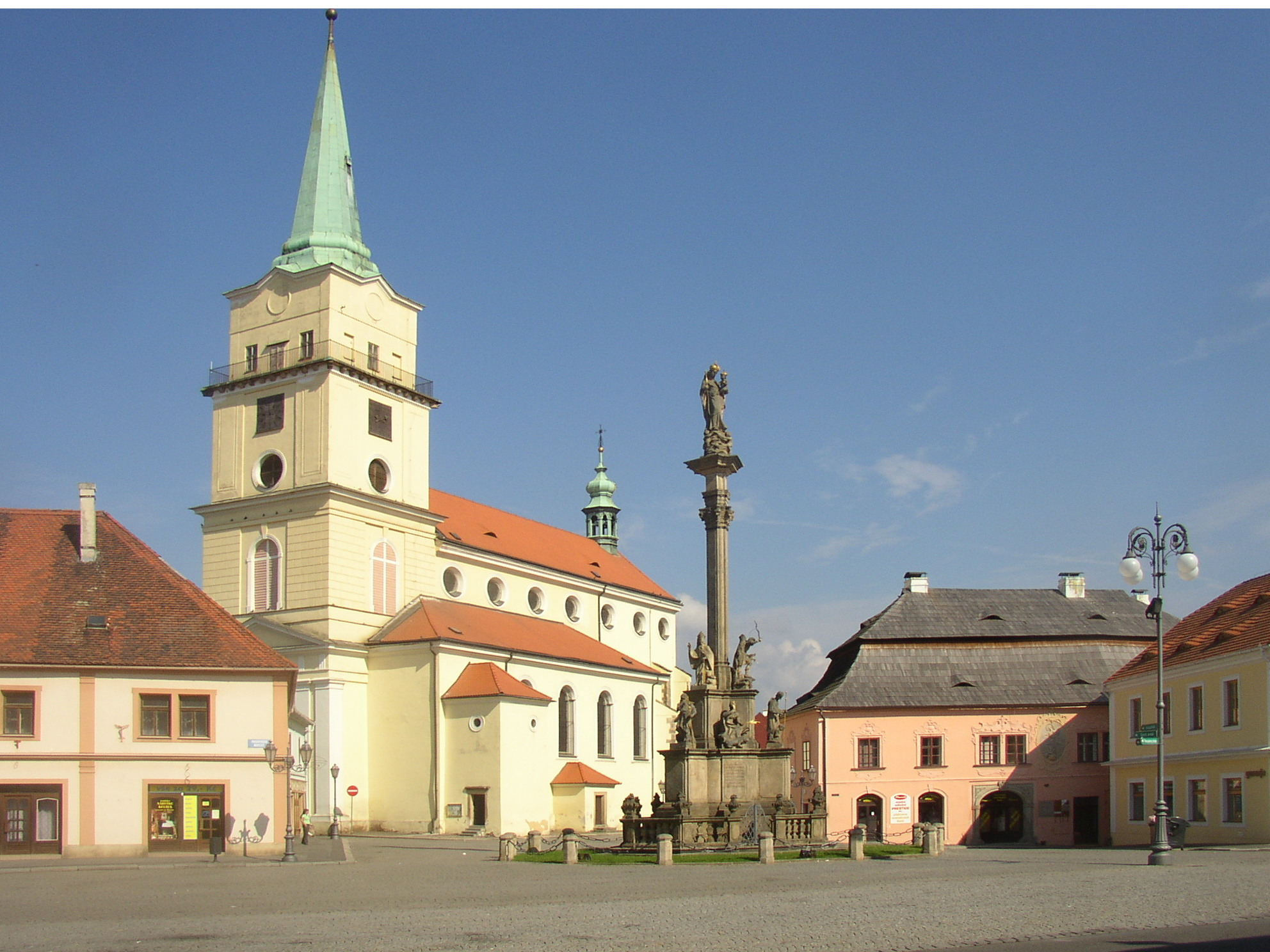
Храм Девы Марии Снежной и чумной столб

## История
Рокицани — один из древнейших городов Чехии. Первое упоминание о нём датируется 1110 годом. На месте современного Рокицани был епископский замок и поселение, которое в XIV веке получило статус города. В 1584 году Рокицани был объявлен королевским городом. В годы Тридцатилетней войны Рокицани был сожжён шведскими войсками.
В 1702 году в Рокицани насчитывалось 2 262 жителя. XVIII век оказался несчастливым для города: город горел, страдал от чумы и голода. В начале XIX века в городе жило 2350 человек.
В 1813 году Рокицани последний раз горел.
В 1850 году город стал центром района. В 1862 году была открыта железная дорога Прага—Пльзень, прошедшая через Рокицани. В нём начала развиваться промышленность: был построен сахарный и лесопильный заводы. К 1890 году численность населения превысила 5 000 человек.
В 1918 году в городе (к тому времени в составе Чехословакии) было проведено электричество. В 1938 году, после Мюнхенского соглашения, в город было переселено около 300 чешских семей из приграничных районов, отошедших в составе Судетской области к Германии. 15 марта 1939 он был оккупирован немецкими войсками. Из-за переселения чехов из Судет численность населения Рокицани возросла до 9 865 в сентябре 1939 года. В мае 1945 года город был освобождён от немецкой оккупации.

## География
Город Рокицани официально разделён на 4 района, а именно Стршед (Střed — Центр), Нове-Место (Nové Město — Новый город), Пльзеньске-пршедмести (Plzeňské předměstí) и Борек (Borek). Стршед охватывает историческое ядро города с двух главных площадей, главную церковь и ратуши. С 1992 года исторический центр Рокицани был объявлен охраняемой зоной в целях защиты архитектуры. Границы этого района в большей степени проходят по пути бывшего укрепления города. Средневековые стены всё ещё стоят в некоторых коротких промежутках. Нове-Место на сегодняшний день является самым густонаселённым районом, окружает историческую часть города с севера, востока и юга. После Второй мировой войны большая часть старого пригорода была снесена и застроена жилыми постройками. С ростом численности населения район площади Нове Место расширен во всех направлениях. Праховна расположена в юго-восточной части Рокицани на берегу реки Клабава, по дороге в Прагу на восточной окраине. Это промышленная зона, также имеется несколько ветхих построек начала XX века для местных рабочих и множество частных домов. В 1957 году в этом районе была построена больница. Есть большие парки, охватывающие окружающие склоны, большой комплекс городского бассейна и футбольный стадион. Пльзеньске-пршедмести находится в западной части Рокицани, эта часть была образована в эпоху Средневековья. В начале XVII века в этом районе была построена протестантская церковь Святой Троицы. В 1920-х годах на южных окраинах Рокицани началось масштабное строительство жилья. Новый микрорайон позже был назван в честь Алоиса Рашина — Рашинов. Алоис Рашин был министром финансов Чехословакии, убит в 1923 году. Район Борек ранее имел статус деревни, располагался к востоку от города Рокицани, а в 1860 году перешёл под юрисдикцию города.

## Галерея

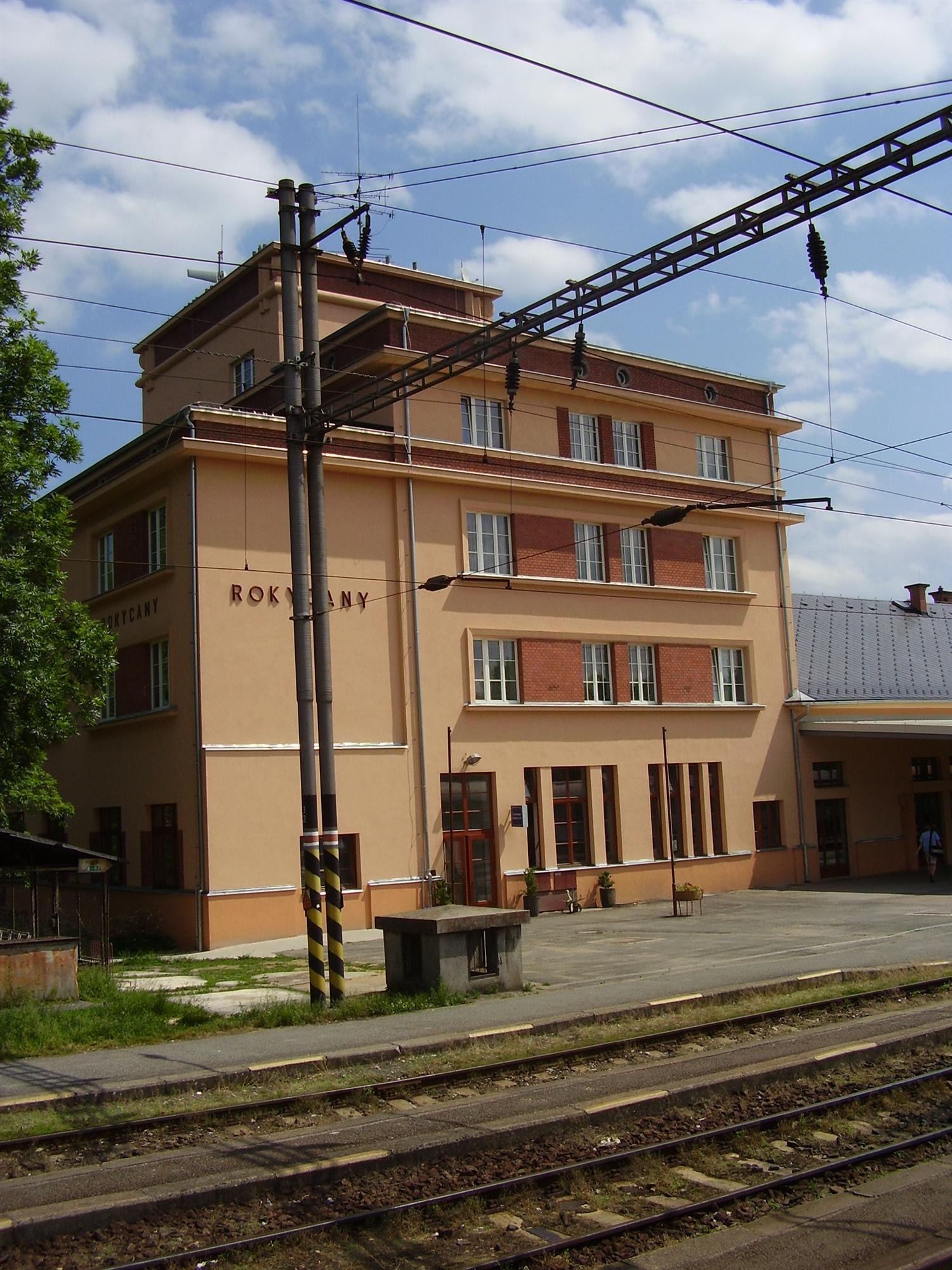
Железнодорожный вокзал
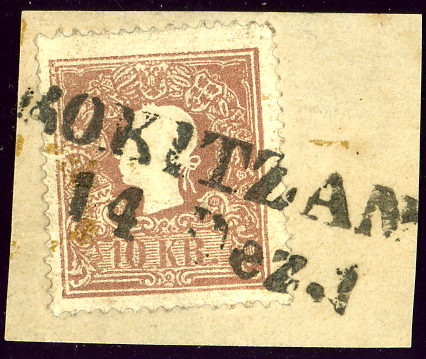
Австрийская марка, выпуск 1859 года

## Население
| Год  | Численность | Численность |
| ---- | ----------- | ----------- |
| 1869 | 4660        | [ 5 ]       |
| 1880 | 5431        | [ 5 ]       |
| 1890 | 5554        | [ 5 ]       |
| 1900 | 6014        | [ 5 ]       |
| 1910 | 7078        | [ 5 ]       |
| 1921 | 7346        | [ 5 ]       |
| 1930 | 8330        | [ 5 ]       |
| 1950 | 9216        | [ 5 ]       |
| 1961 | 11 934      | [ 5 ]       |
| 1970 | 12 585      | [ 5 ]       |
| 1980 | 13 555      | [ 5 ]       |
| 1991 | 14 731      | [ 5 ]       |
| 2001 | 14 305      | [ 5 ]       |
| 2011 | 13 989      | [ 6 ]       |
| 2014 | 14 002      | [ 7 ]       |
| 2016 | 13 969      | [ 8 ]       |
| 2017 | 14 014      | [ 9 ]       |
| 2018 | 14 074      | [ 10 ]      |
| 2019 | 14 192      | [ 11 ]      |
| 2020 | 14 383      | [ 12 ]      |
| 2021 | 14 313      | [ 13 ]      |
| 2022 | 13 826      | [ 14 ]      |
| 2023 | 14 309      | [ 15 ]      |
| 2024 | 14 386      | [ 3 ]       |

В XIX веке численность населения города Рокицани стремительно росла и к 1880 году составляла 5000 жителей. На волне Долгой Депрессии (экономического спада 1870-х годов, который значительно отразился и на экономике Австро-Венгрии) рост прекратился. В конце 1890-х годов население начало увеличиваться снова, но во время Первой мировой войны произошёл очередной спад роста. После 1918 года Рокицани быстро расширялся. В конце 1930-х годов этот рост был также вызван притоком беженцев-чехов из Судет. В 1939 году население Рокицани составляло примерно 10 тысяч жителей. С 1950-х годов произошла очередная волна роста и к 1980 году число жителей Рокицани — 15 000 человек. Демографический максимум был достигнут в 1989 году с более чем 16 тысяч жителей. Но в результате экономических и социальных преобразований, а также отделения трёх деревень от города Рокицани, численность населения снизилась до 14 тысяч человек. По состоянию на 1 января 2009 года число жителей составляет 14 892 человека.

## Известные уроженцы
- Кнедльганс, Ян Славибор (1822—1889) — журналист, писатель, публицист.
- Ржанда, Честмир (1923—1986) — актёр, театральный режиссёр. Заслуженный артист ЧСС.
- Антонин Крафт (1749—1820) — чешский виолончелист и композитор, друг и ученик Гайдна, Моцарта и Бетховена.

## Города-побратимы
- Грайц, Германия